# Gibb McLaughlin
George "Gibb" McLaughlin, född 19 juli 1884 i Sunderland, Tyne and Wear, död 30 juni 1961 i London, var en brittisk skådespelare.

## Rollista i urval
- 1928 – The Farmer's Wife
- 1933 – Kvinnorna kring kungen
- 1934 – Röda nejlikan
- 1948 – Oliver Twist
- 1951 – Jag stal en miljon
- 1952 – Mannen som såg tågen gå förbi
- 1952 – Pickwickklubben
- 1954 – Vad kvinnan vill
- 1955 – Doktorn går till sjöss
- 1956 – Mannen som inte fanns
- 1957 – Oss mördare emellan
- 1959 – Oss bovar emellan